# Kanjon rijeke Blyde
Kanjon rijeke Blyde jedinstven je prirodni fenomen na sjevernoj strani Dragon Hillsa u pokrajini Mpumalanga u Južnoj Africi. Dug je 26 kilometara i dubine do 800 metara. Treći je najveći klanac na svijetu, nakon Grand Canyona u SAD-u i Fish river Kanyona u Namibiji.
- Kanjon rijeke Blyde
- KKanjon rijeke Blyde
- Božji prozor - God's Window

## Vanjske poveznice
- The Panorama (including the Blyde River Canyon) on Mpumalanga Tourism
- Znanje.org